# Мосби (Мисури)
Мосби (енгл. Mosby) град је у америчкој савезној држави Мисури.

## Демографија
По попису из 2010. године број становника је 190, што је 52 (-21,5%) становника мање него 2000. године.
| Група             | 2000.       | 2010.       |
| Белци             | 221 (91,3%) | 183 (96,3%) |
| Афроамериканци    | 0 (0,0%)    | 2 (1,1%)    |
| Азијати           | 5 (2,1%)    | 1 (0,5%)    |
| Хиспаноамериканци | 4 (1,7%)    | 3 (1,6%)    |
| Укупно            | 242         | 190         |